# Simpson Horror Show XV
Le Simpson Horror Show XV (France) ou Spécial d’Halloween XV (Québec) (Treehouse of Horror XV) est le 1er épisode de la saison 16 de la série télévisée d'animation Les Simpson.

## Synopsis

### Ned Zone
En essayant de faire descendre son frisbee resté sur le toit avec une boule de bowling, Homer assomme Ned Flanders qui la reçoit en pleine tête. Le docteur Hibbert qui parvient à le sauver lui serre la main. À ce moment-là, Ned a une vision de la mort du docteur Hibbert, et celui-ci meurt de la façon qu'il avait vue. Ce phénomène va se répéter, jusqu'à ce qu'il ait la vision de la mort d'Homer : assassiné par Ned lui-même...
Puis, il voit sa propre mort : Homer Simpson appuie sur un bouton de la centrale nucléaire, provoquant l'explosion de la ville. Ned comprend qu'il doit empêcher cela, et se rend dans la centrale. Là, il crie à Homer, via un micro : "Homer ! N'appuie pas sur le bouton !". Mais le micro crépite, Homer comprend : "Homer ! Appuie sur le bouton !".
Homer hausse les épaules et s'apprête à anéantir la ville, selon les ordres qu'il vient d'entendre. Ned comprend alors qu'il n'a plus le choix : il prend le pistolet d'un vigile endormi non loin, et tire sur Homer, comme dans sa vision. Celui-ci s'effondre à un centimètre du bouton. Ned est finalement rassuré. Mais la langue d'Homer sort de sa bouche et se pose sur le bouton fatal, et Springfield explose.
Au paradis, Marge reproche à Homer d'avoir fait sauter la ville pour ne pas ranger le garage, et lui dit qu'il ne perd rien pour attendre, car le garage aussi est au paradis...